# Reidun Seth
Reidun Seth (9 de junho de 1966) é uma ex-futebolista norueguesa. campeã olímpica

## Carreira
Foi medalhista olímpica de bronze pela seleção de seu país em 1996.